# Бодог Бек
Бек Бодог (англ. Bodog Felix Beck, угор. Beck Bódog; 1871—1942) — американський лікар угорського походження, фахівець з апітерапії, навіть званий її «батьком» в США. Його праці з неї перевидавалися, а сам він отримав в цій сфері загальне визнання. Головна праця «Bee venom therapy» (1935, перевидання 1981, 1997). Доктор медицини (M.D.). Ступінь з медицини отримав у Будапештському університеті (1892). Був одружений з 1906 року. Його називають високоосвіченим та поліглотом. Його називають «привнесшим апітерапию до США». Багато років працював в лікарні Св. Марка та вів приватну практику в Нью-Йорку. Спеціалізувався на лікуванні артритних і ревматоїдних станів з використанням бджолиної отрути. З дитинства був бджолярем і використовував для лікування бджіл, яких розводив сам, зокрема у себе на підвіконні. Бджоли і особливо бджололікування були пристрастю всього його життя. Видатним активістом апітерапії в США стане його учень Чарльз Мраз.